# Albert Gleizes
Albert Gleizes (París, 8 de desembre del 1881 - Avinyó, 23 de juny del 1953), fou un pintor francès, teòric, filòsof, fundador autoproclamat de cubisme i una influència en l'Escola de París. Albert Gleizes i Jean Metzinger van escriure el primer tractat important sobre el cubisme, Du "Cubisme", el 1912. Gleizes va ser un membre fundador del grup d'artistes Section d'Or. També fou membre de Der Sturm, i els seus molts escrits teòrics van ser originalment més apreciats a Alemanya, on sobretot la Bauhaus va donar una consideració acurada a les seves idees.

## Biografia i obra
Va néixer el 8 de desembre de 1881 a París. Era fill d'Elizabeth Valentine Commere i Sylvain Gleizes, un dissenyador de teixits que dirigia un gran taller de disseny industrial. El seu oncle, León-François Commerre, era un exitós retratista que va guanyar el Premi de Roma l'any 1875.
Va treballar com a aprenent a l'estudi del seu pare. De nen, no li agradava l'escola i sovint se saltava classes per passar temps escrivint poesia i vagant pel Cementiri de Montmartre. En acabar la secundària, Gleizes va passar quatre anys al 72è Regiment d'Infanteria de l'exèrcit francès (Abbeville, Picardia) i després va començar la seva carrera com a pintor, fent, en primer lloc, paisatges. Gleizes va iniciar-se en la tradició impressionista de manera autodidàctica cap a l'any 1901. Els seus primers paisatges semblen especialment inspirats per Alfred Sisley i Camille Pissarro. Tot i aquesta clara inspiració en la tècnica, els punts de vista i la composició d'aquestes primeres obres són propis de Gleizes i representen un clar desviament de l'estil de l'Impressionisme tardà.
L'any 1902, amb només vint-i-un anys, va exposar La Siene à Asnières (El Sena a Asinères) a la Société Nationale des Beaux-Arts. L'any següent, va participar en el primer Salon d'Automne exhibint dues obres. Aviat va caure en la influència de Fernand Léger, Robert Delaunay, Jean Metzinger i Henri Le Fauconnier. L'any 1905 va estar entre els fundadors de l'Association Ernest-Renan, una associació d'estudiants en contra de la propaganda militar. Gleizes s'encarregava de la secció literària i artística, organitzant obres de teatre i lectures de poesia. Va exposar Jour de marché en banlieue al Museu de Belles Arts de Lyon. Cap a finals del 1907, la seva producció artística va evolucionar cap al Postimpressionisme amb uns forts components naturalistes i simbolistes. Aquest mateix any, Gleizes, juntament amb altres artistes, va decidir llogar una gran abadia a Créteil i crear una association fraternalle d'artistes anomenada, és a dir, una comunitat autosuficient que els permetés fer art sense cap mena de preocupació comercial. Per falta d'ingressos, van haver d'abandonar el projecte i l'abadia. Gleizes, acompanyat per Amedeo Modigliani, Henri Doucet, Maurice Drouart i Geo Printemps, va traslladar-se temporalment a la comuna artística del barri de Montparnasse de París.
El 1908, Gleizes va exposar a la Toison d'Or de Moscou. Aquell mateix any, influït transitòriament pel Fauvisme i amb un gran interès pel color, l'obra de Gleizes comença a presentar un component protocubista.
L'any 1910 va integrar-se en el Cubisme, del que va ser un dels primers i més important teòrics conjuntament amb Jean Matzinger. Amb aquest últim, va escriure Du "Cubisme" l'any 1912, dotant de bases teòriques i estètiques al moviment.

### Anys clau
L'any 1910, Gleizes va exposar dues de les seves pintures al Salon des indépendants: Retrat de René Acros i L'Arbre. Aquestes pintures, ara ja d'estil clarament cubista, destaquen per la simplicitat de les formes i la geometrització dels objectes i persones retratades. Juntament amb les pintures d'estil similar que Jean Metzinger havia exposat al mateix saló, els quadres de Gleizes van despertar respostes molt diferents. Louis Vauxcelles, per exemple, va referenciar de manera simplista i imprecisa a Gleizes, Merzinger, Delunay, Léger i Le Fauconnier com "geòmetres ignorants, reduint el cos humà, el lloc, a cubs pàl·lids". Guillaume Apollinaire, en canvi, va remarcar "amb alegria" que el nou estil de l'exposició signifiqués "La derrota de l'impressionisme".
L'exposició del Salon d'Automne del mateix 1910 va ser el lloc on, per primera vegada, es va dedicar tota una sala (la Salle 41) a artistes cubistes, inclòs Gleizes. Això va generar un escàndol dins el món de l'art que va fer arribar el moviment al públic general (mentre que autors com Pablo Picasso o Georges Braque exposaven en galeries privades i venien les seves obres a grups selectes).
L'any 1911, uns mesos després d'haver tornat a exposar al Salon d'Automne, Gleizes va conèixer a Picasso per primer cop i es va unir al Grup de Puteaux, que celebrava reunions a l'estudi de Jacques Villon (Gaston Duchamp) i incolïa figures com els germans Villion, Raymond Duchamp-Villon i Marcel Duchamp, entre d'altres.
Albert Gleizes, 1912, Les Baignuses (Les banyistes), oli sobre tela, 105 x 171 cm, Musée d'Art Moderne de la Ville de París. Albert Gleizes, Les Maison, Landscape (1910-11), Exposició d'Art Cubista, Galeries Dalmau, 1912, catàleg.
L'any següent, Gleizes va tornar a generar polèmica (inclús dins del mateix moviment cubista) amb Les baigneuses (Les banyistes). Aquell mateix any, el 1912, va exposar a les Galeries Dalmau de Barcelona (en la primera exhibició cubista d'Espanya), a Moscou, al Salon de la Société Normande a Rouen i al Salon de la Section d'Or a la Galeria de la Boétie a París.
Del 1911 al 1912, basant-se parcialment en les teories d'Henri Poincaré, Ernst Mach, Charles Henry i Henri Bergson, Gleizes va començar a representar l'objecte amb la tècnica del moviment relatiu, és a dir, en comptes de considerar-lo des d'un punt de vista concret, l'objecte es va reconstruint seguint una selecció de punts de vista successius, com si es mirés des de diferents punts de vista simultàniament. Aquesta tècnica la porta al seu grau més de complexitat amb Le Dépiquage des Moissons (1912), una de les pintures més grans de la història del cubisme.
Albert Gleizes, 1912, L'Homme au Balcon, retrat del Dr. Théo Morinaud, oli obre tela, 195,6 x 114,9 cm, Museu d'Art de Filadèlfia. Exposat al Salon d'Automne, París, 1912. Adquirit a l'Armory Show per Arthur Jerome Eddy.
Al Salon d'Automne de 1912, Gleizes va exposar l'Homme au Balcon (Home en un Balcó) i va generar una forta polèmica al Consell Municipal de París, fent inclús que se celebrés un debat a la Chambre des Diputats sobre l'ús de fons públics per oferir exhibicions on s'exposés un art tan "bàrbar".
Gleizes i Metzinger, en preparació del Salon de la Section d'Or i en resposta a les crítiques, van publicar el primer assaig teòric obre el cubisme, titulat Du "Cubisme" (publicat per Eugène Figuière el 1912).

### 1913-1918
Després d'exposar a l'Armory Show el febrer de 1913, Gleizes va publicar un article titulat "Cubisme i tradició" a la revista Montjoie! de Ricciotto Canudo. Va ser a través d'aquest teòric del cinema que Gleizes coneixeria a l'artista Juliette Roche, amb qui s'acabaria casant.
Quan esclata la Primera Guerra Mundial, Gleizes va allistar-se de nou a l'exèrcit francès, on se li encarregaria l'organització de l'entreteniment per a les tropes, dissenyant l'escenografia i el vestuari de El somni d'una nit d'estiu amb Georges Valmier.
La tardor de 1915 és acomiadat de l'exèrcit i es trasllada amb Roche a Nova York, on es reuniria regularment amb Francis Picabia, Man Ray, Marcel Duchamp i Jean Crotti. Després d'una breu estada a l'Albemarle Hotel, Gleizes i la seva dona es van instal·lar al 103 West Street, on Gleizes va pintar una sèrie d'obres inspirades en la música jazz, els gratacels, els rètols lluminosos i el pont de Brooklyn. Va participar en una exposició a la Montross Gallery.

#### Gleizes i Catalunya
Des de Nova York, la parella es trasllada a Barcelona juntament amb Marie Laurencin, Picabia i Gabrièle Buffet-Picabia. El grup va passar l'estiu de 1916 a Tossa de Mar i al novembre Gleizes va inaugurar la seva primera exposició individual a les Galeries Dalmau de Barcelona. L'esdeveniment va despertar un gran interès entre els artistes locals i va influir directament en creadors com Josep Maria de Sucre i de Grau i Joaquim Torres i García, que van incorporar elements del cubisme en les seves obres.
Tot i la seva curta estada a Catalunya, Gleizes va mantenir una relació significativa amb Catalunya, sobretot a través de la seva participació en els cercles artístics vinculats a les avantguardes i la seva influència en artistes catalans, que veien en el cubisme una oportunitat per renovar l'art i deslligar-lo de la tradició academicista. El seu llegat va deixar una empremta duradora en l'evolució de l'art modern català, contribuint al diàleg cultural entre París i Barcelona durant un període de gran efervescència creativa.

#### Gleizes i la religió
L'any 1917, Gleizes va tornar a Nova York, on va començar a escriure esbossos poètics en vers i prosa, alguns dels quals publicats a la revista Dada periodical nº391 de Picabia. El setembre del mateix any va visitar les Bermudes on va pintar diversos paisatges. Quan va acabar la guerra va tornar a França on la seva escriptura va evolucionar més cap a l'ensenyament i la divulgació a través de l'escriptura, implicant-se en el comitè de les Unions Intellectuelles Françaises.
Durant l'hivern de 1918, segons explica Daniel Robbins, Gleizes va acudir a la seva dona i li va dir: "M'ha passat una cosa terrible: crec que estic trobant Déu". Encara que Gleize no va unir-se a l'Església fins al 1941, els seus següents vint-i-cinc anys els va dedicar a un esforç lògic, no només per trobar Déu, sinó també per tenir fe. Aquesta nova convicció religiosa no va derivar de cap visió mística, sinó de la confrontació racional de tres problemes urgents als quals s'enfrontava Gleizes: l'ordre col·lectiu, les diferències individuals i el paper del pintor.
Des de 1914 fins al final del seu període a Nova York, les pintures representatives i no representatives de Gleizes van coexistir, diferenciades només, segons Daniel Robbins, per "el grau d'abstracció amagat per la uniformitat amb què eren pintades i per l'esforç constant per vincular la realització plàstica del quadre a una experiència concreta, fins i tot única" [1] Gleizes va abordar l'abstracció més conceptualment que amb la pintura. L'any 1924 va pintar dos quadres sorprenents que s'allunyaven de la seva temàtica habitual: Les imaginaries natures mortes i Blau i verd.

### 1920-1930
El 1919, el sentit del moviment cubista previ de la guerra havia quedat fracturat. París va viure una forta reacció contra els ideals d'esforç comú i construcció revolucionària en els que Gleizes continuava creient a favor de la visió anarquista de les avantguardes i l'esperit, segons ell, destructiu del dadaisme. Cap dels dos moviments li cridava l'atenció i, amb els Salons dominats per un clar retorn al classicisme, el seu desencant amb París es nodria constantment. Gleizes va intentar ressuscitar l'esperit de la Secció d'Or i, tot i les dificultats que li generava l'època, va intentar restablir un moviment europeu d'artistes abstractes en forma de gran exposició itinerant anomenada Exposition de la Section d'or de l'any 1920, la qual no va generar l'èxit que esperava. Pels artistes joves, el cubisme havia passat de moda; mentre que per Gleizes només s'havia investigat la seva fase preliminar i calia experimentar més.
A més de les obres cubistes (que ja representaven una gran varietat d'estils), la segona edició de la Secció d'Or celebrada a la Galerie La Boétie a partir del 5 de març de 1920 va incloure De Stijl, Bauhaus, Constructivisme i Futurisme. Aquest renaixement de la Secció d'Or va provocar que tant el Cubisme el general com la figura de Gleizes en particular es convertís en l'objectiu del Dadaisme. L'intent d'organitzar una cooperativa pels artistes va rebre el suport de Delunay, però no de cap altre artista important. Tota aquesta polèmica va resultar en la publicació de Du cubisme et des moyens de le comprendre (1920) i La Peinture et ses lois (1922), on apareix la noció de translació i rotació que caracteritza l'estil de Gleizes.
La pintura de Gleizes de 1920–1922, sotmesa al mateix rigor, no era cubista en cap sentit convencional; però era cubista en la seva preocupació per l'espai planimètric , i en la seva relació (síntesi) amb la matèria. De fet, l'aspecte abstracte d'aquestes composicions és enganyós. Gleizes s'havia mantingut sempre compromès amb la síntesi. Va descriure com els artistes s'havien alliberat de la "imatge-subjecte" com a pretext per treballar des de la "imatge-sense subjecte" (formes nebuloses) fins que es van unir. Les imatges conegudes del món natural combinades amb aquelles formes nebuloses es van fer "espiritualment humanes". Tot i que Gleizes va considerar les seves obres com inicialment no representatives i només després com a denotatives.
Abans de la Primera Guerra Mundial, Gleizes sempre havia estat identificat amb un cubisme avantguardista. I durant els anys vint va continuar ocupant una posició destacada dins el moviment, però ja no s'identificava amb l'avantguarda, ja que el cubisme havia estat substituït pel dadisme i el surrealisme. Els historiadors de l'art que van investigar el moviment a posteriori van coincidir a remarcar el nom d'Albert Gleizes per la seva primera i important participació en el moviment. Gleizes no havia deixat mai d'anomenar-se cubista i, teòricament, s'hi va mantenir. En molts sentits, les seves teories estaven properes a les desenvolupades per Mondrian, encara que les seves pintures mai es van sotmetre a la disciplina dels colors primaris i de l'angle recte. Les seves obres des de finals dels anys vint fins a la dècada dels quaranta no s'assemblaven a res que s'estigués fent en aquell moment i, de fet, poques vegades van ser vistes per la crítica coetània perquè Gleizes es va distanciar deliberadament de l'escena artística parisenca. Els Gleizes van tenir prou ingressos independents per perseguir els seus objectius sense cedir a consideracions materials, a diferència de molts altres artistes. Els Gleizes van passar cada cop més temps a la casa familiar de Serrières, a Cavalaire, i un lloc encara més tranquil a la Riviera francesa. Gleizes es va fer actiu a la Union Intellectuelle i va llegir molt a França, Alemanya, Polònia i Anglaterra, mentre continuava escrivint.
El 1924, la Bauhaus va demanar un nou llibre sobre el cubisme. Com a resposta, Gleizes va escriure Kubismus (1928), que en ser traduïda al francès, va acostar-lo amb Delunay. El 1924 Gleizes, Léger i Amédée Ozenfant van obrir Académie Moderne.
L'any 1927, encara somiant amb els dies comunals de l'Abbaye de Créteil, Gleizes va fundar una colònia d'artistes en una casa llogada anomenada Moly-Sabata a Sablons, prop de la casa familiar de la seva dona a Serrières.
Léonce Rosenberg , el 1929, va encarregar a Gleizes (en substitució de Gino Severini ) la pintura de panells decoratius per a la seva residència parisenca, que s'instal·laria el 1931. El mateix any Gleizes va formar part del comitè d'Abstracció-Creació (fundat per Theo van Doesburg , Auguste). Herbin , Jean Hélion i Georges Vantongerloo ) que va actuar com a fòrum per a l'art internacional no representatiu , i va contrarestar la influència del grup surrealista liderat per André Breton. En aquest moment, la seva obra reflectia l'enfortiment de les seves conviccions religioses i el seu llibre de 1932, Vers une conscience plastic, La Forme et l'histoire examina l'art celta, romànic i oriental . De gira per Polònia i Alemanya, va donar conferències titulades Art et Religion, Art et Production i Art et Science i va escriure un llibre sobre Robert Delaunay, però mai va ser publicat.
El 1937, Gleizes va rebre l'encàrrec de pintar murals per l'Exposition Internationale des Arts et Techniques dans la Vie Moderne a l'Exposició Universal de París. Col·laborà amb els Delaunay al Pavillon de l'Air i amb Léopold Survage i Fernand Léger al Pavillon de l'Union des Artistes Modernes. A finals de 1938, Gleizes es va oferir voluntari per participar en els seminaris i els grups de discussió gratuïts per a joves pintors creats per Robert Delaunay al seu estudi de París.
A finals de la dècada de 1930, la rica coneixedora d'art nord-americana Peggy Guggenheim va comprar una gran part del nou art a París, incloent-hi obres d'Albert Gleizes. Va portar aquestes obres als Estats Units que avui formen part de la Col·lecció Peggy Guggenheim.

### Segona Guerra Mundial i mort
Durant l'ocupació alemanya de França, Gleizes i Roche van romandre al país. L'any 1942, Gleizes va iniciar una sèrie de pintures a gran escala, no representatives, complexes i serenes. Com que durant la guerra era molt difícil aconseguir material per poder pintar, Gleizes prova nous suports com la xarpellera barrejada amb cola i pintura. Gleizes va pintar Eucaristia l'any 1952, la quan es convertiria en la seva última obra important.
Gleizes va morir a Avinyó el 23 de juny de 1953 al departament de Vaucluse. Va ser enterrat al mausoleu familiar de la seva dona al cementiri de Serrières.

## Llibres Importants
Gleizes destaca per la seva faceta teòrica. Du "Cubisme" i La Peinture et ses lois són les seves obres teòriques més destacades, ja que fonamenten les bases del moviment cubista: 

### Du "Cubisme"[8]
Du "Cubisme" (1912) és un manifest teòric escrit per Albert Gleizes i Jean Metzinger que defineix els principis fonamentals del cubisme. En aquest llibre, els dos autors plantegen una ruptura amb el naturalisme i la perspectiva única d'estils anteriors, argumentant que l'art ja no ha d'imitar la realitat visible. En canvi, proposen una nova manera de representar el món real basada en el moviment, en les sensacions que ens generen els objectes de la vida real. A diferència de Picasso i Barque —que van romandre associats a la realitat visual— la intenció de Gleizes no era descriure ni analitzar la realitat visual. Per a ell, els objectes de la vida quotidiana no satisfeien els seus complexos conceptes idealistes del món físic. Volia que els seus temes fossin de gran escala i assumissin un significat social i cultural provocador. És per això que en l'obra i la iconografia de Gleizes —així com en la de Metzinger— no s'hi pot identificar cap període corresponent al cubisme analític, però sí una forta influencia abstracta, més en sintonia amb Kandinski i Mondrian. Per Gleizes i Metzinger, l'essencial de l'art estava en una comprensió de l'espai que no parteixi del mètode clàssic de la perspectiva, sinó que en una comprensió on s'integri la quarta dimensió. El cubisme planteja una nova geometria, diferenciada de la geometria clàssica o euclidiana, que amb el dinamisme i la perspectiva des de diferents punts de vista, permet una millor representació del món real. La intenció de Gleizes era sintetitzar el món extern a través de la seva consciència individual (sensacions), emprant l'ús dels volums per transmetre la solidesa i pes dels objectes. Això, juntament amb la inseparabilitat de la forma i el color, va ser una de les principals lliçons de Cézanne, qui deia que "La natura vista i la natura sentida... les dues s'han d'unir per perdurar". Les formes reals es van distorsionar de manera simplificada en la seva representació i cada forma i color es van canviar per un altre. La preocupació era establir relacions entre la densitat, el volum i el pes entre seccions d'un tema ampli. L'objectiu dels cubistes era fugir completament de l'espai i el temps absoluts en favor de la relativitat del moviment, experimentada a través de les aparences sensorials i traduïda en la representació de les propietats dinàmiques en la varietat quadridimensional (el món natural).

### La pintura i les seves lleis
Segons Robbins, a La Peinture et ses lois (La pintura i les seves lleis), "Gleizes va deduir les regles de la pintura a partir del pla de la imatge, el moviment de l'ull humà i les lleis de l'univers. Aquesta teoria, que més tard es coneixia com a translació-rotació, s'ajusta als escrits de Modrian i Malevich com una de les exposicions més exhaustives dels principis de l'art abstracte, que en el seu cas comportava el rebuig, no només de la representació, sinó també de les formes geomètriques". Un dels objectius principals de Gleizes era respondre a les preguntes: Com s'animarà la superfície plana? I amb quin mètode lògic, independent dels artistes fantàsitcs, es pot aconseguir?
Gleizes estructura la seva teoria al voltant de conceptes com la planitud del llenç, la geometria com a principi organitzador i la importància del ritme en la construcció de l’espai pictòric. El ritme és una conseqüència de la continuïtat de determinats fenòmens, variables o invariables, arran de relacions matemàtiques. L'espai és una concepció de la psique humana que es desprèn de les comparacions quantitatives (p. 35, 38, 51). Aquest mecanisme és la base de l'expressió artística. Per tant, és una síntesi alhora filosòfica i científica. Rebutjant la imitació de la natura pròpia de l’art academicista, Gleizes proposa que el valor d’una obra resideix en les relacions internes entre formes, colors i línies, que han d’estar regides per unes lleis coherents i objectivables. En aquest sentit, La Peinture et ses lois no només és un manual per entendre el cubisme, sinó que també reflecteix la voluntat de Gleizes d’universalitzar l’art mitjançant principis científics i filosòfics. Per a Gleizes, el cubisme era un mitjà per arribar no només a un nou mode d'expressió sinó sobretot a una nova manera de pensar.

## Commemoració i llegat
Amb motiu del 100è aniversari de la publicació de Du "Cubisme" d'Albert Gleizes i Jean Metzinger, el Musée de La Poste de París va organitzar una exposició titulada Gleizes-Matzinger: Du Cubisme et après, la qual comptava amb més de vuitanta obres, diversos documents i pel·lícules i quinze treballs d'altres autors de al Section d'Or. Era la primera vegada que un museu dedicava una exposició conjunta a tots dos autors. A més, van publicar un catàleg i un segell de missatgeria postal amb Le Chant de Guerre (1915) de Gleizes i L'Oiseau Bleu (1913).
Daniel Robbins descriu el llegat de Gleizes de la seguent manera: 
| « | "El desenvolupament individual de Gleizes, la seva lluita única per reconciliar les forces, el van convertir en un dels pocs pintors que va sortir del cubisme amb un estil totalment individual, sense desviar-se pels moviments artístics posteriors. Encara que de tant en tant tornava a temes anteriors. ... aquestes obres posteriors van ser tractades de nou, sobre la base de noves idees. Mai va repetir els seus estils anteriors, mai es va quedar estacionari, però sempre es va fer més intens, més apassionat […] La seva vida va acabar el 1953 però les seves pintures. queda per testimoniar la seva voluntat lluitar per les respostes finals El seu és un art abstracte de profund significat i significat, paradoxalment humà fins i tot en la seva recerca de l'ordre absolut i la veritat" | » |
| — Daniel Robbins, Daniel Robbins, 1964, "Albert Gleizes, 1881-1953, A Retrospective Exhibition", publicat per The Solomon R. Guggenheim Foundation, Nova York, en col·laboració amb Musée National d'Art Moderne, París; i Museu am Ostwall, Dortmund. | |   |

## Galeria

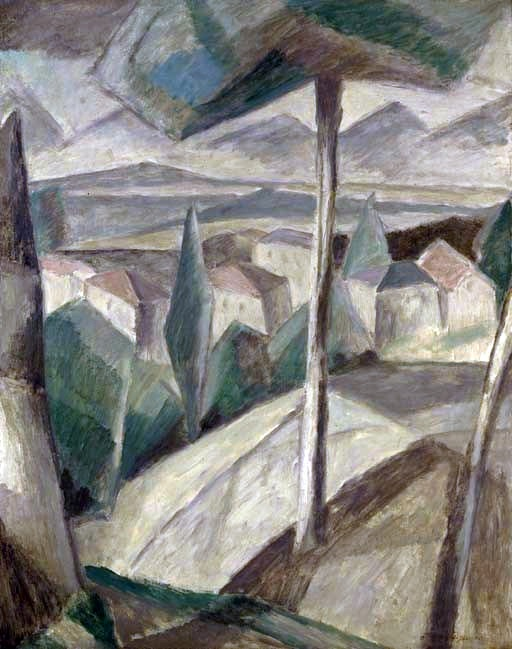
Albert Gleizes, 1910, L'Arbre, oli sobre tela, 92 x 73,2 cm, col·lecció particular. Exhibit Salon des Indépendants, 1910; Salon de la Section d’Or, Galerie La Boétie, 1912; Manes Moderni Umeni, SVU, Vystava, Praga, 1914.
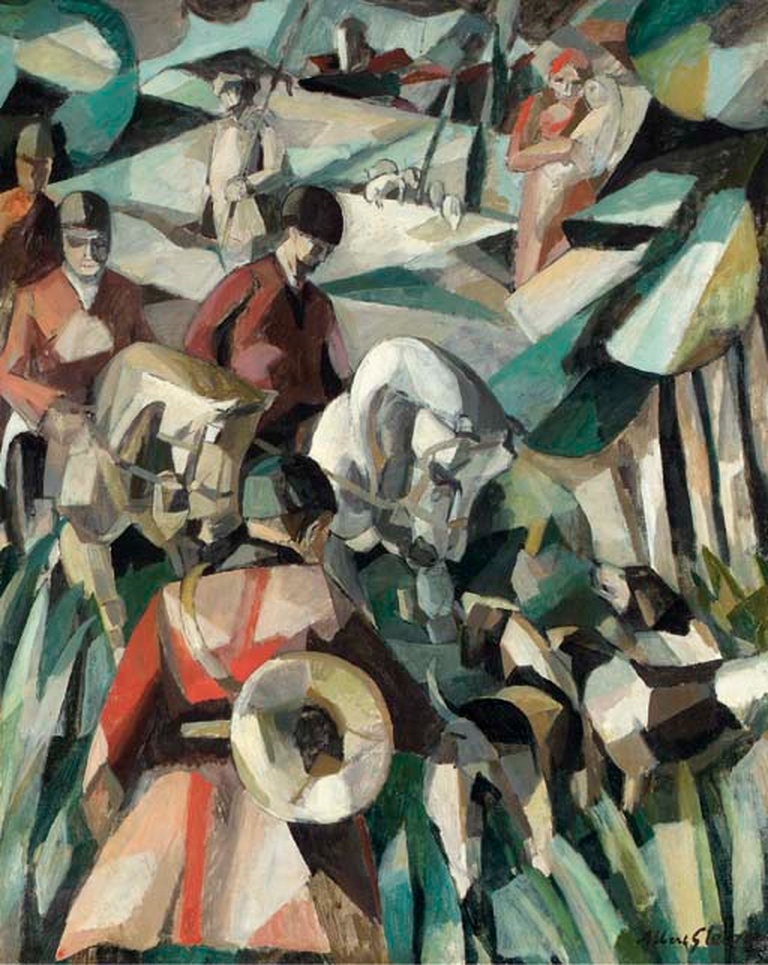
Albert Gleizes, 1911, La Chasse (La caça) , oli sobre tela, 123,2 x 99 cm. Publicat a L'Intransigeant , 10 d'octubre de 1911, " Les Peintres Cubistes " 1913, de G. Apollinaire, i Au Salon d'Automne, Revue d'Europe et d'Amerique , París, octubre de 1911
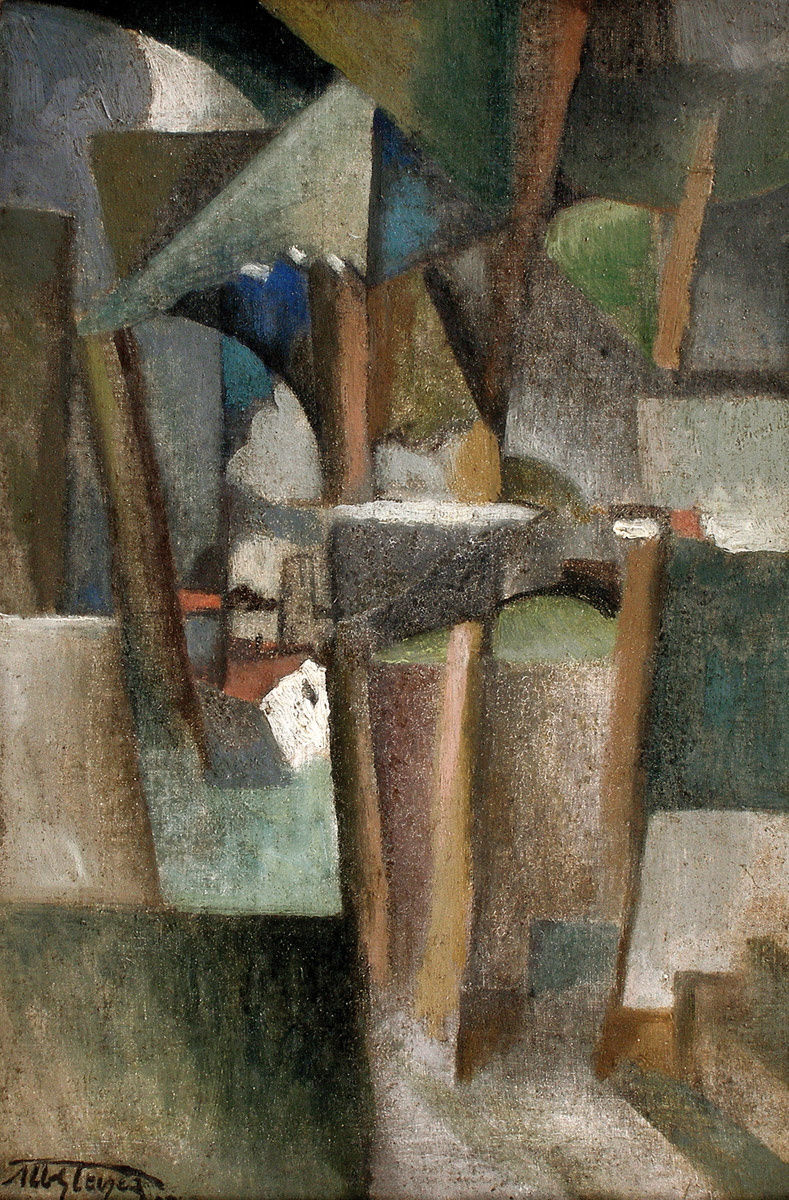
Albert Gleizes, 1910–12, Les Arbres , oli sobre tela, 41 x 27 cm. Reproduït a Du “Cubisme”, 1912
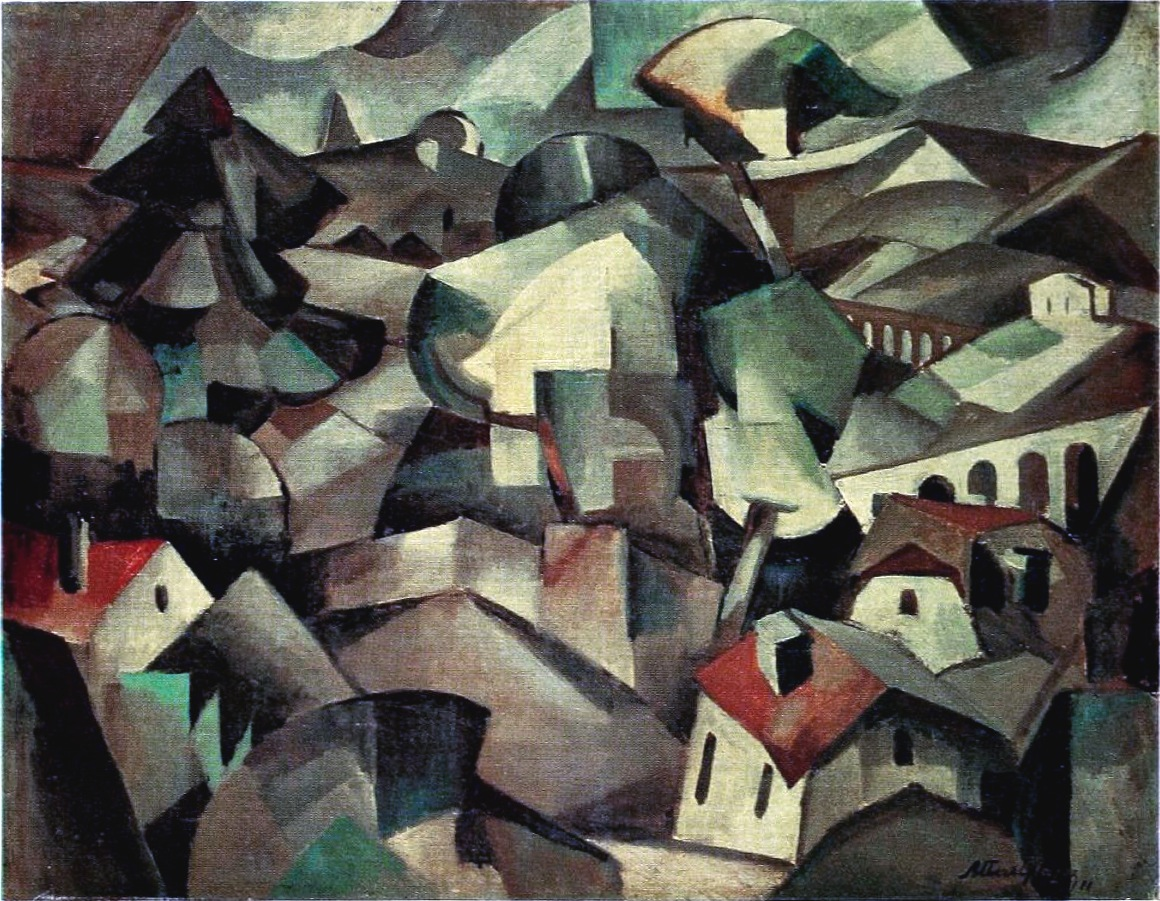
Albert Gleizes, 1911, Paysage (Paisatge, Les Maison) , oli sobre tela, 71 x 91,5 cm. Catàleg de frontispici reproduït Galeries Dalmau, Barcelona, 1912
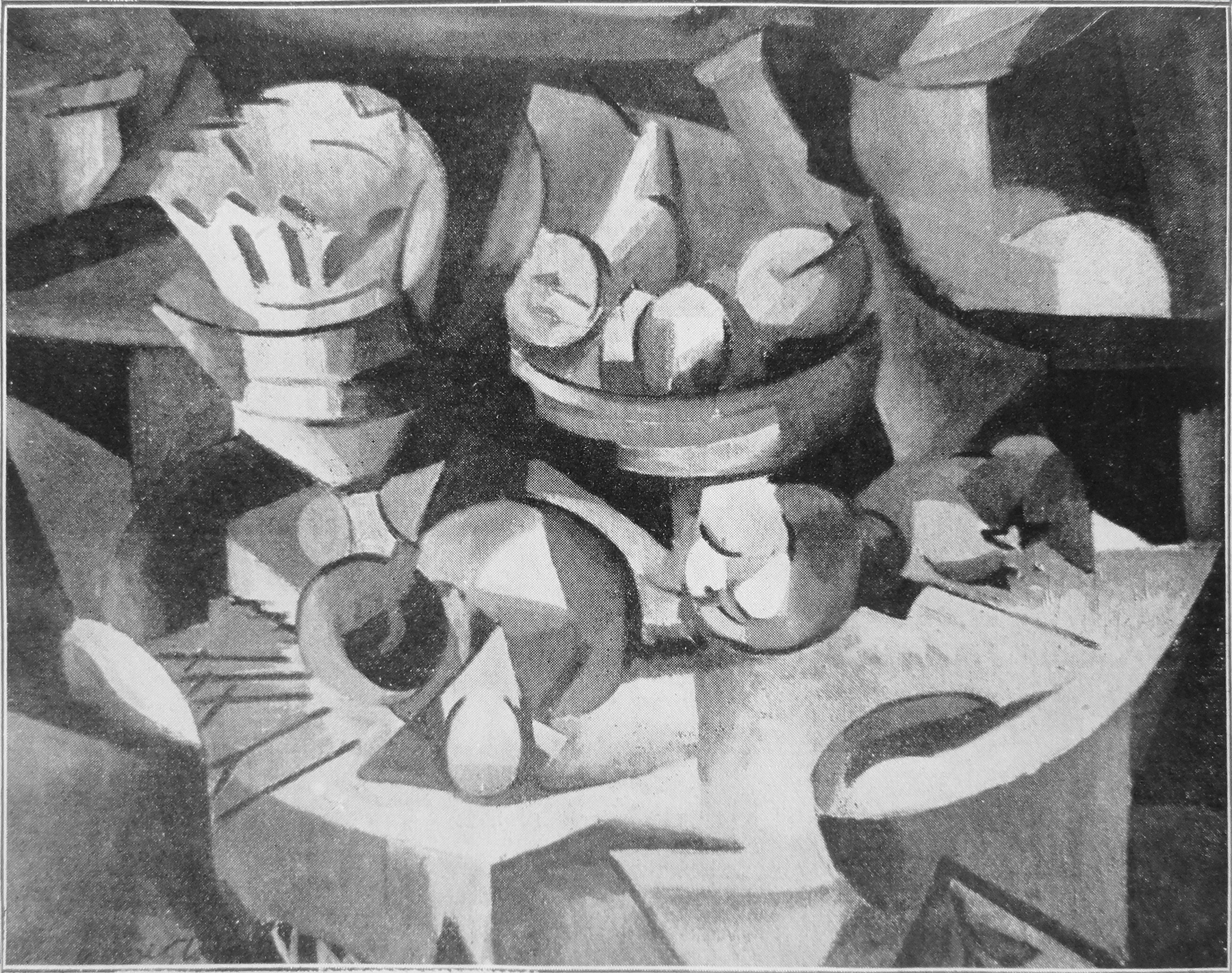
Albert Gleizes, 1911, Stilleben, Nature Morte, postal Der Sturm, Sammlung Walden, Berlín. Col·lecció Paul Citroën, venuda el 1928 a Kunstausstellung Der Sturm, requisada pels nazis el 1937, i desapareguda des d'aleshores.
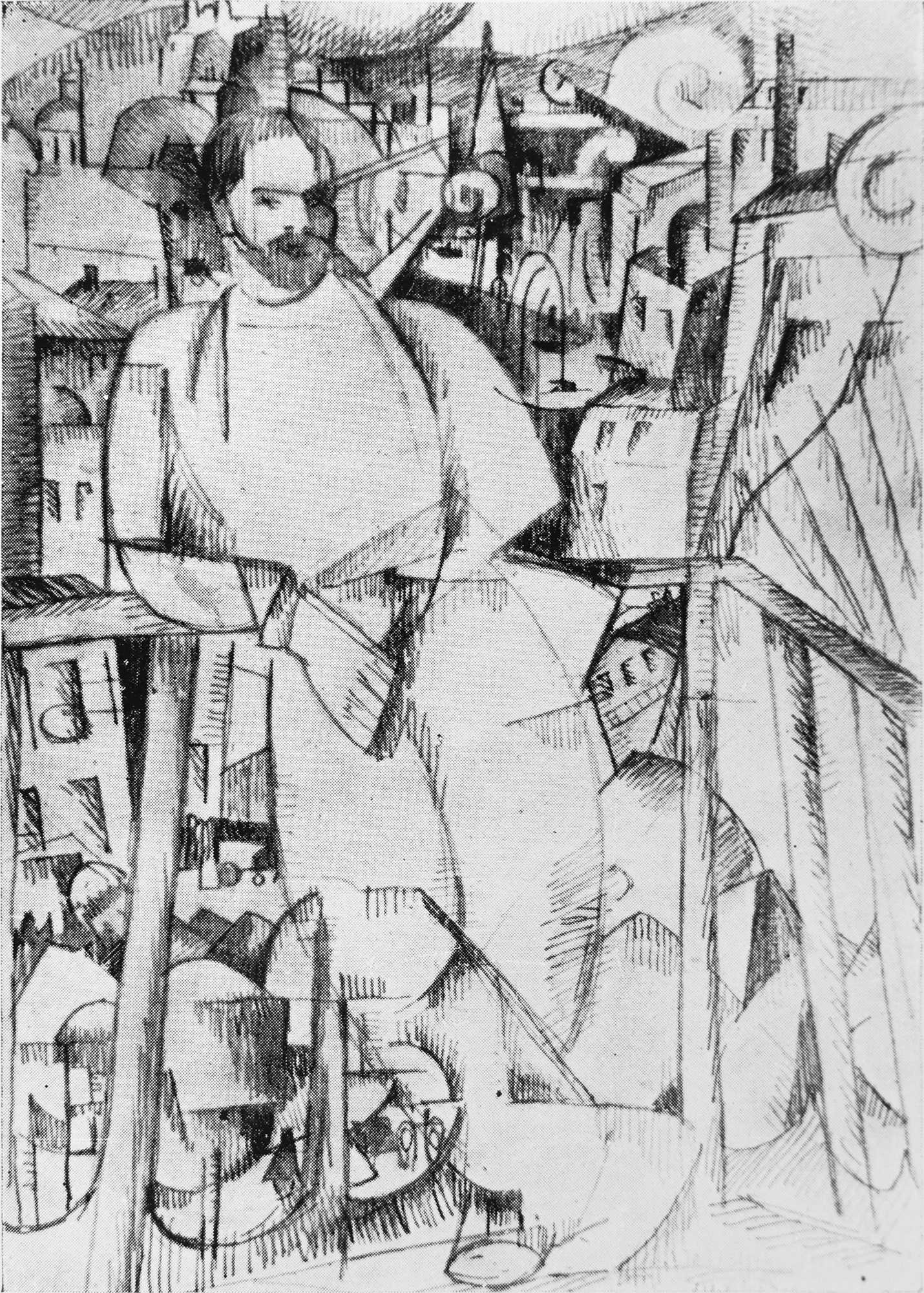
Albert Gleizes, 1912 (primavera), Dessin pour L'Homme au balcon, exposada al Salon des Indépendants, 1912
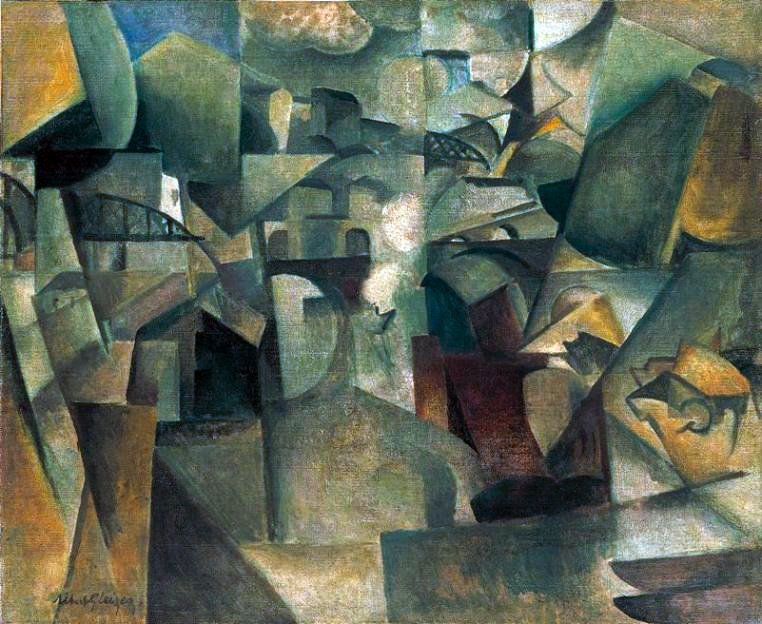
Albert Gleizes, 1912, Les ponts de Paris (Passy), oli sobre tela, 60,5 x 73,2 cm, Museum Moderner Kunst (Mumok), Viena. Publicat a Du “Cubisme”, 1912
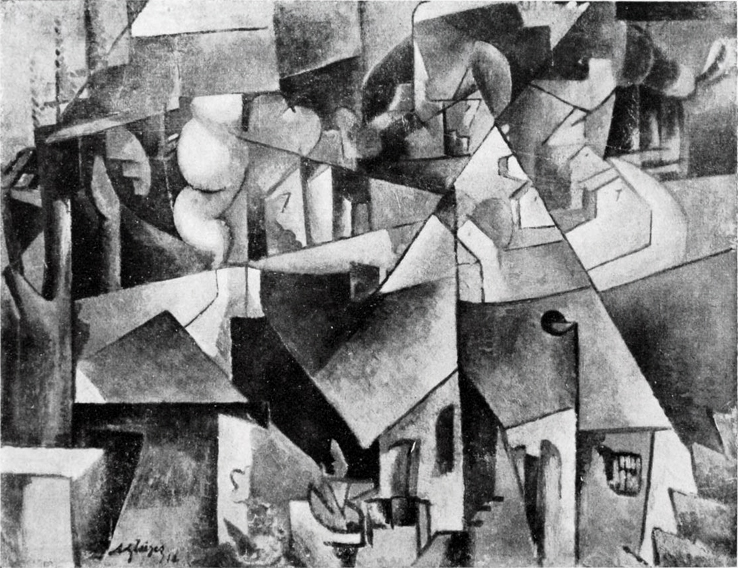
Albert Gleizes, 1912, Landschaft bei Paris (Paisatge prop de París), Paisatge de Courbevoie, oli sobre tela, 72,8 x 87,1 cm, desaparegut a Hannover des de 1937.
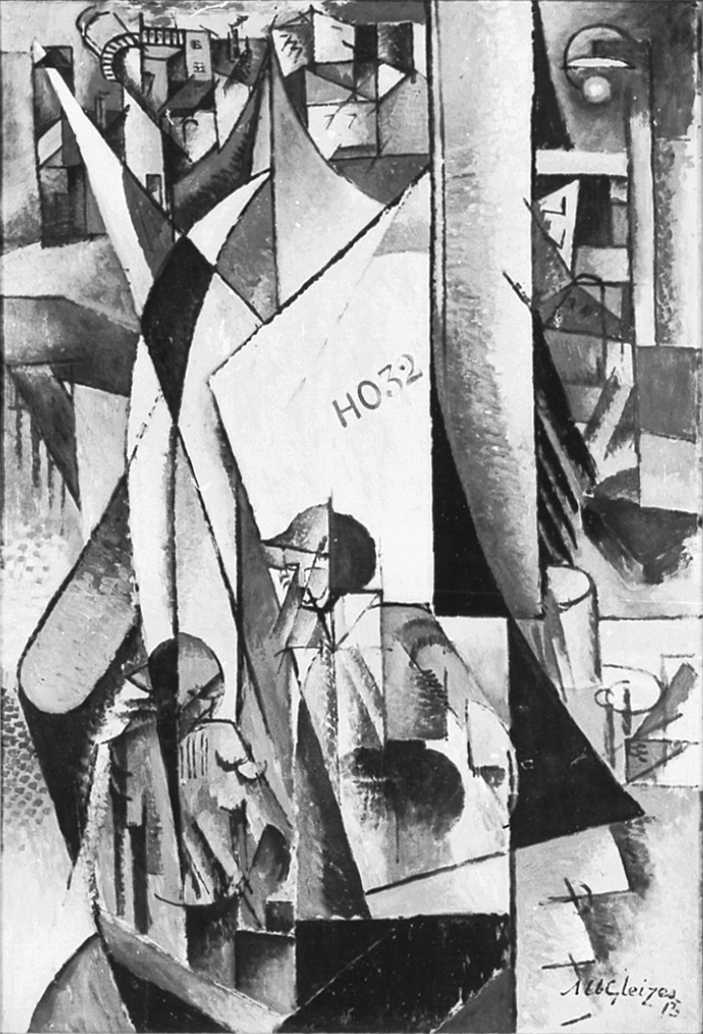
Albert Gleizes, 1913, Les Bateauz de pêche (Fischerboote), oli sobre tela, 165 x 111 cm, exposat al Salon d'Automne, París, 1913–14, núm. 770, Manes Moderni Umeni, Vystava, Praga, 1914, núm. 44, Museu d'Art de Tel Aviv.
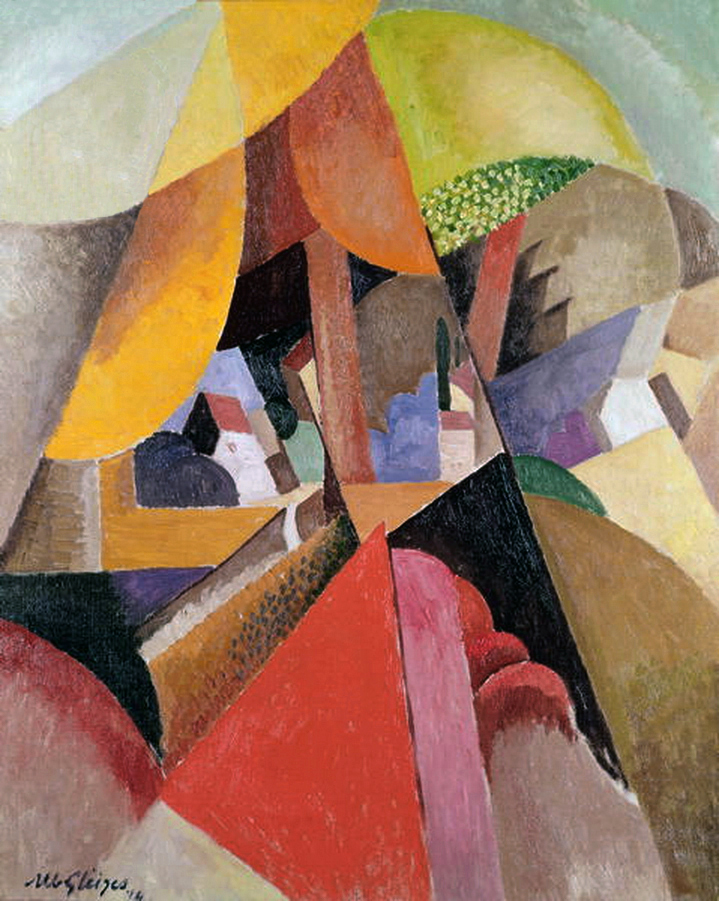
Albert Gleizes, 1914, Paysage avec un arbre, oli sobre tela, 100 x 81 cm, col·lecció privada
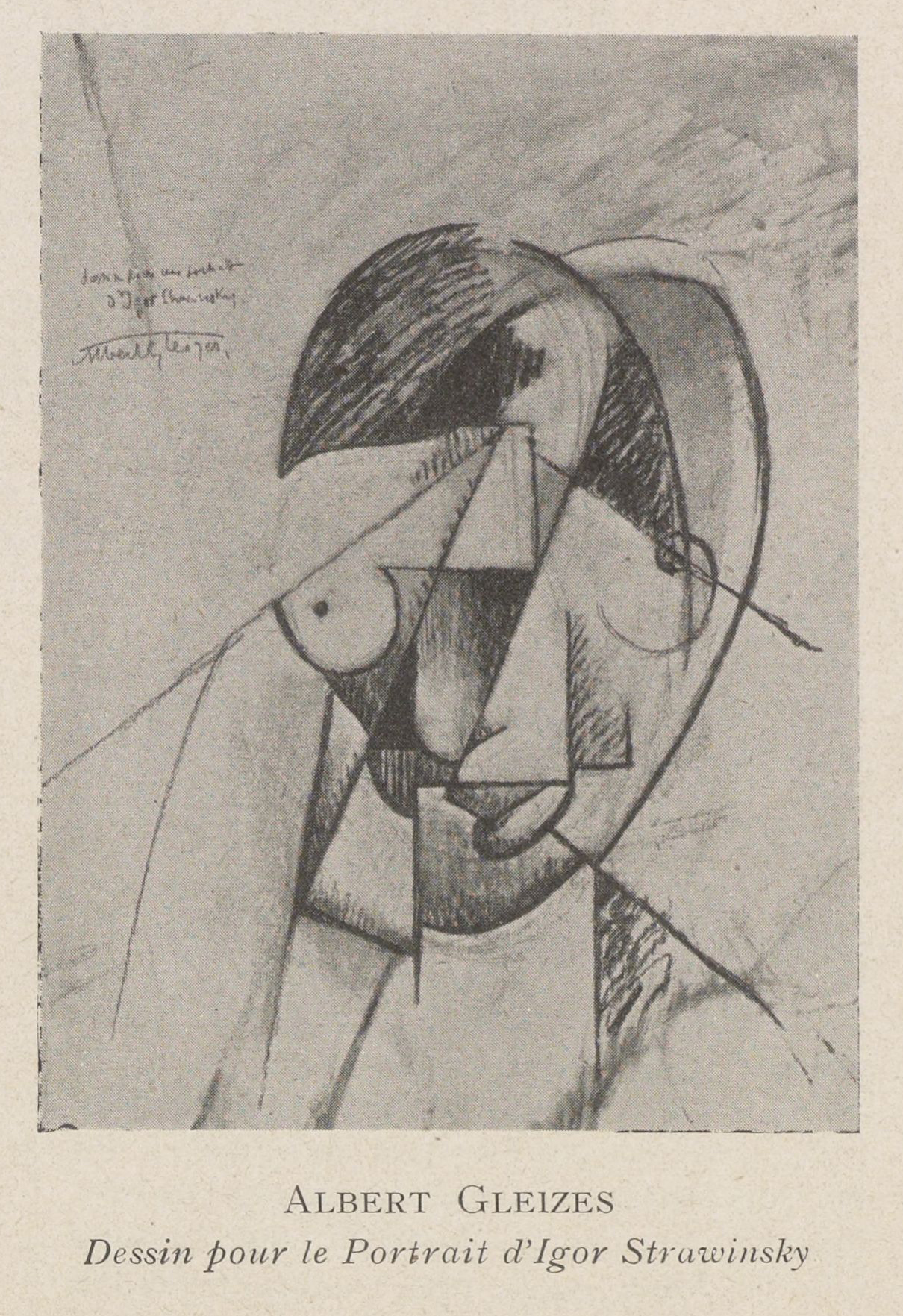
Albert Gleizes, c.1914, Dessin pour le Portrait de Stravinsky publicat a Montjoie!, abril-juny de 1914.
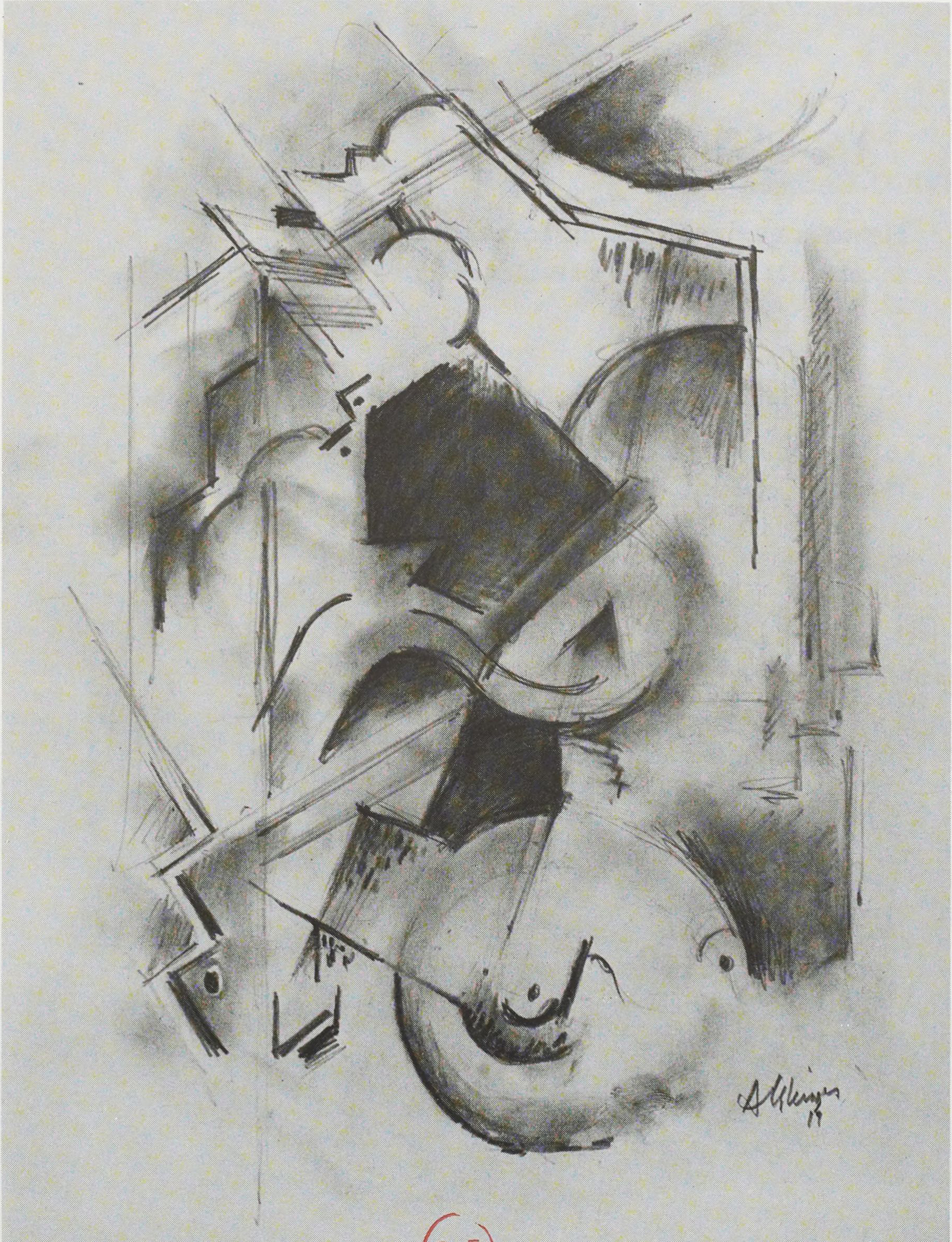
Albert Gleizes, 1914–15, Portrait de Florent Schmitt (Le Pianiste), pastel, 36 x 27 cm. Aquest és un estudi per a un oli sobre tela titulat Portrait de Florent Schmitt, 1914–15, 200 cm × 152 cm
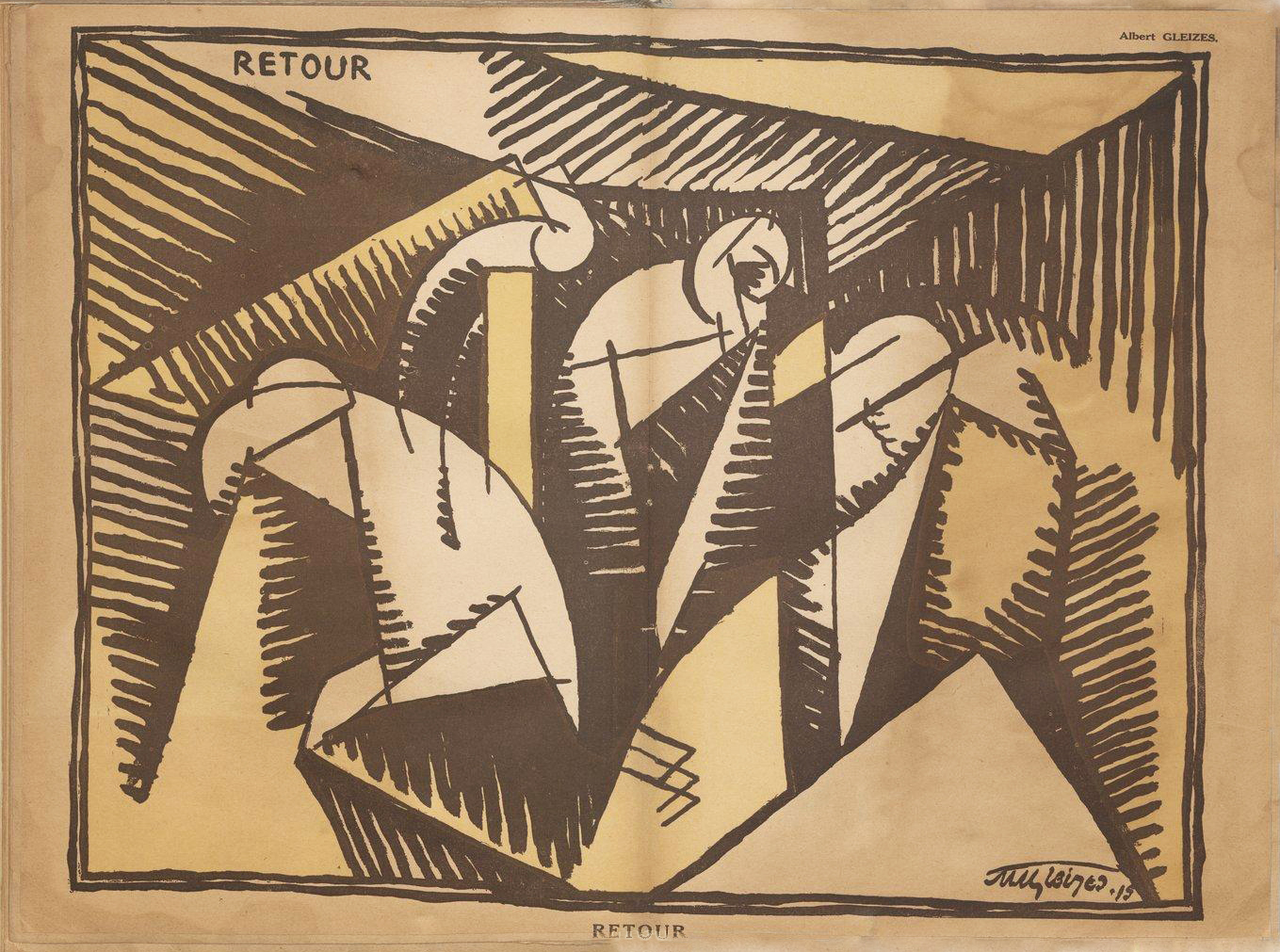
Albert Gleizes, 1915, Retour de Bois-le-Prêtre, xilografia, 39 x 50 cm, publicat a Le mot, n. 20, 1 de juliol de 1915.
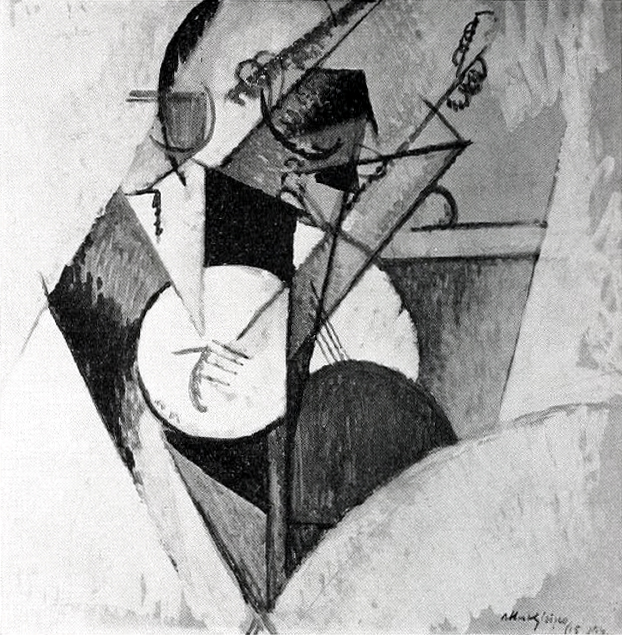
Albert Gleizes, 1915, Composició, Pour "Jazz", oli sobre taula, 73 x 73 cm. En una fotografia publicada per primera vegada al Xeic York Herald, posteriorment reimpresa a The Literary Digest , el 27 d'octubre de 1915, es pot veure a Gleizes treballant en aquesta pintura.
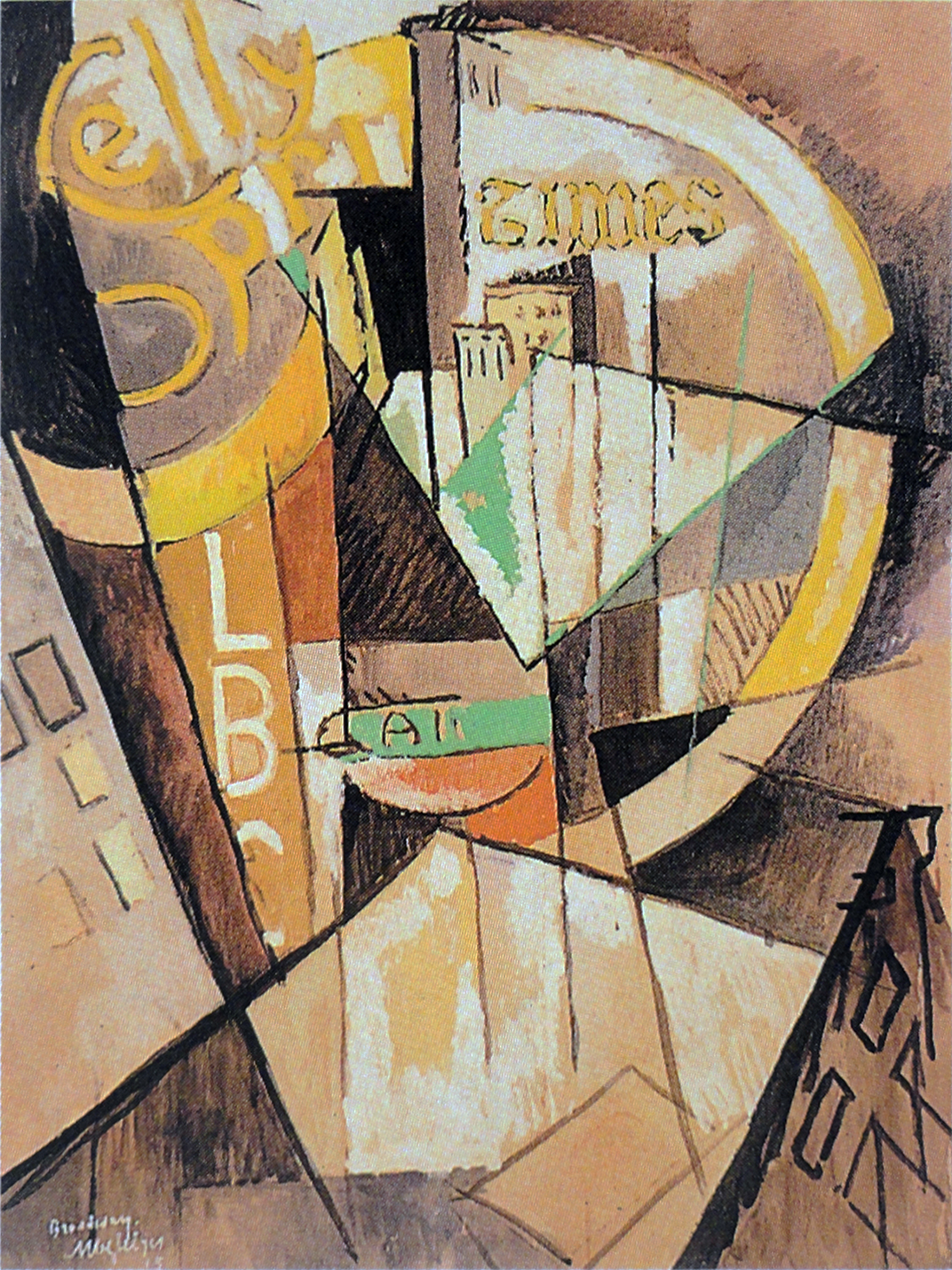
Albert Gleizes, 1915, Broadway, oli sobre taula, 98,5 x 76 cm, col·lecció privada.
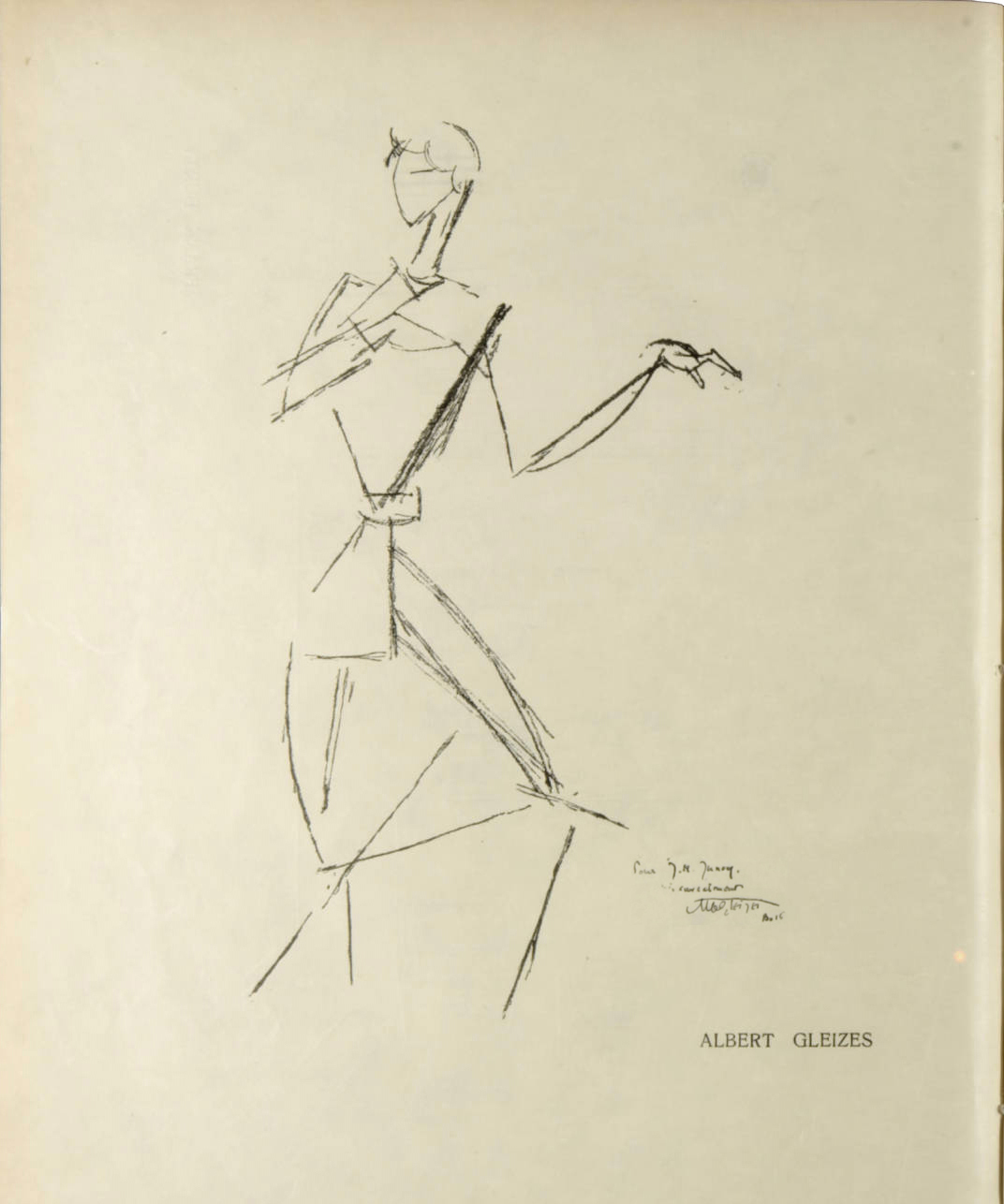
Albert Gleizes, 1915–16, Esbós per al retrat de Jean Cocteau.
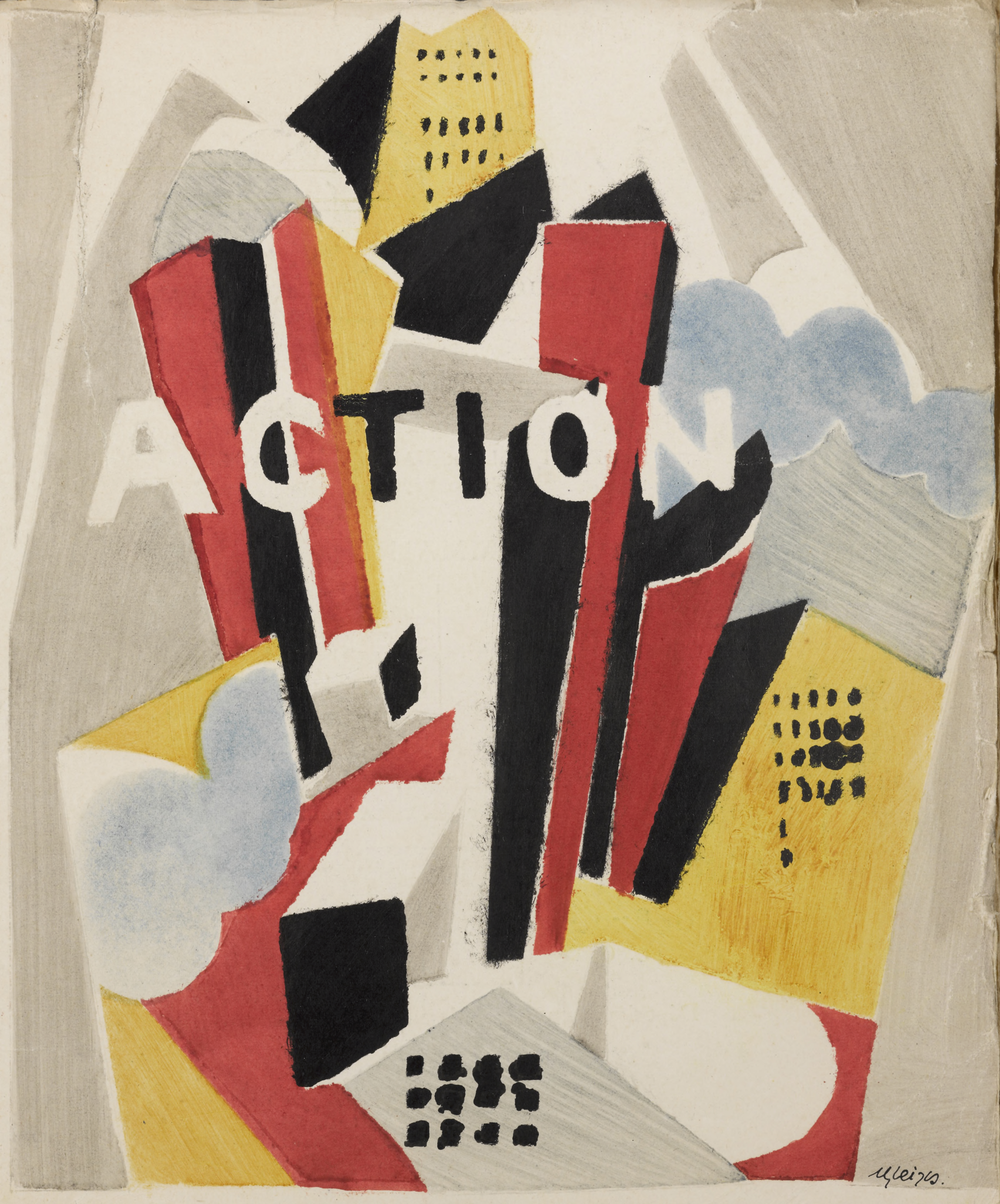
Albert Gleizes, Cahiers Individualistes de philosophie et d'art, volum 1, núm. 1, febrer de 1920.
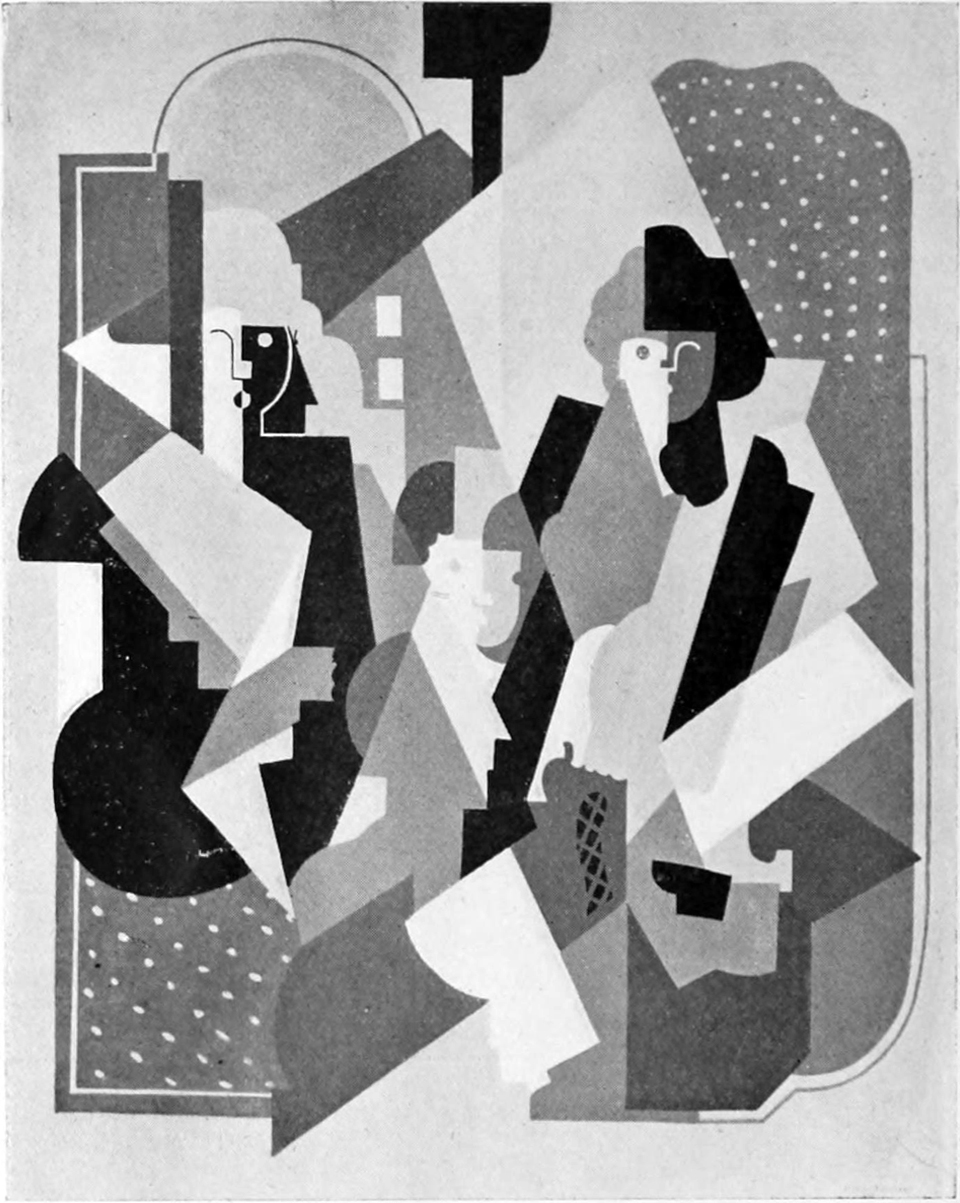
Albert Gleizes, c.  1920, Figures planes, dimensions aproximadament 126 x 100 cm, ubicació desconeguda. Exposat Der Sturm, Berlín, 1921 (núm. 927) i reproduït a Gleizes 1927, pàg. 97
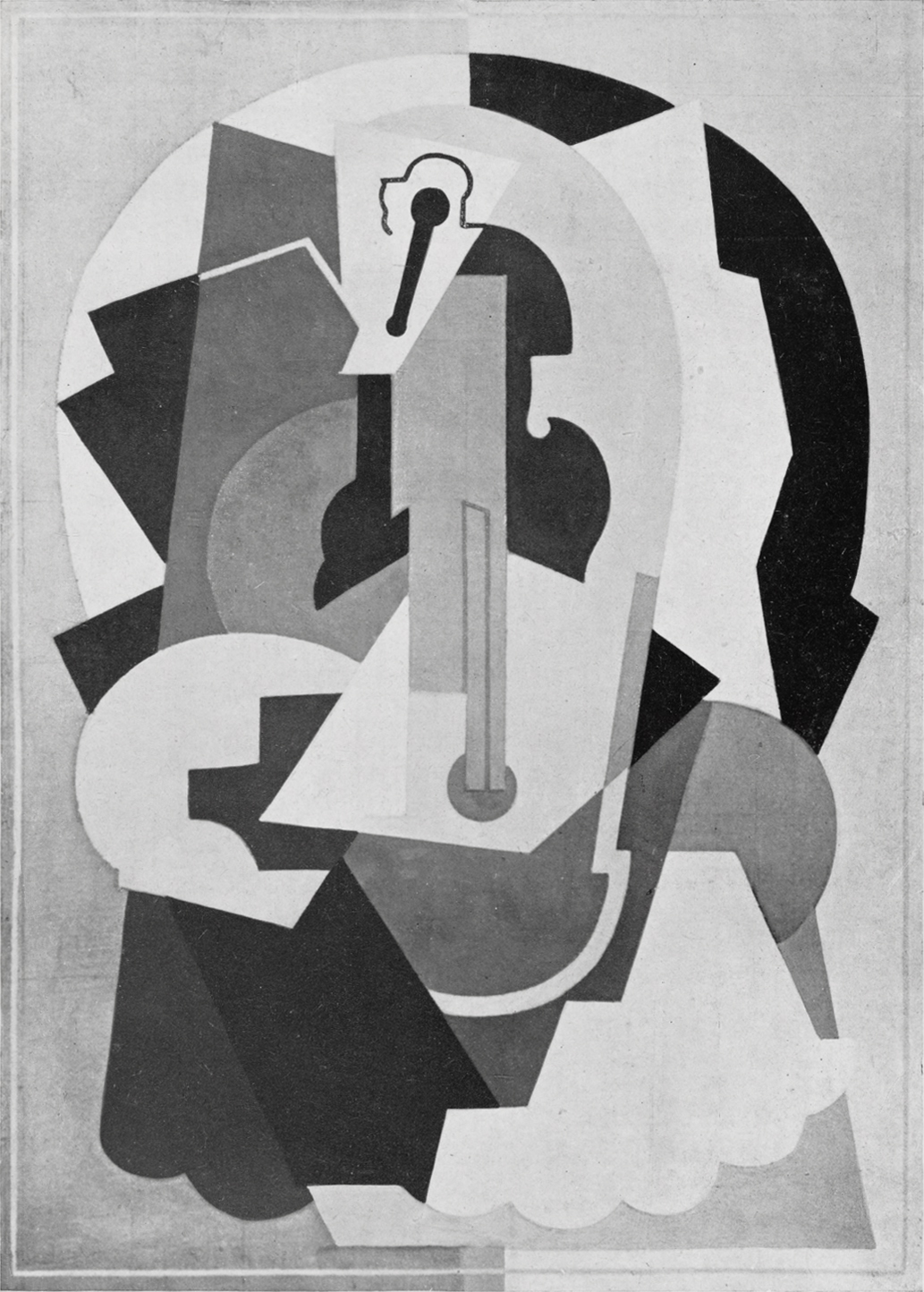
Albert Gleizes, 1920, Ecuyère, oli sobre tela, 130 x 93 cm, Musée des Beaux-Arts de Rouen. Publicat a Broom, An International Magazine of the Arts, novembre de 1921
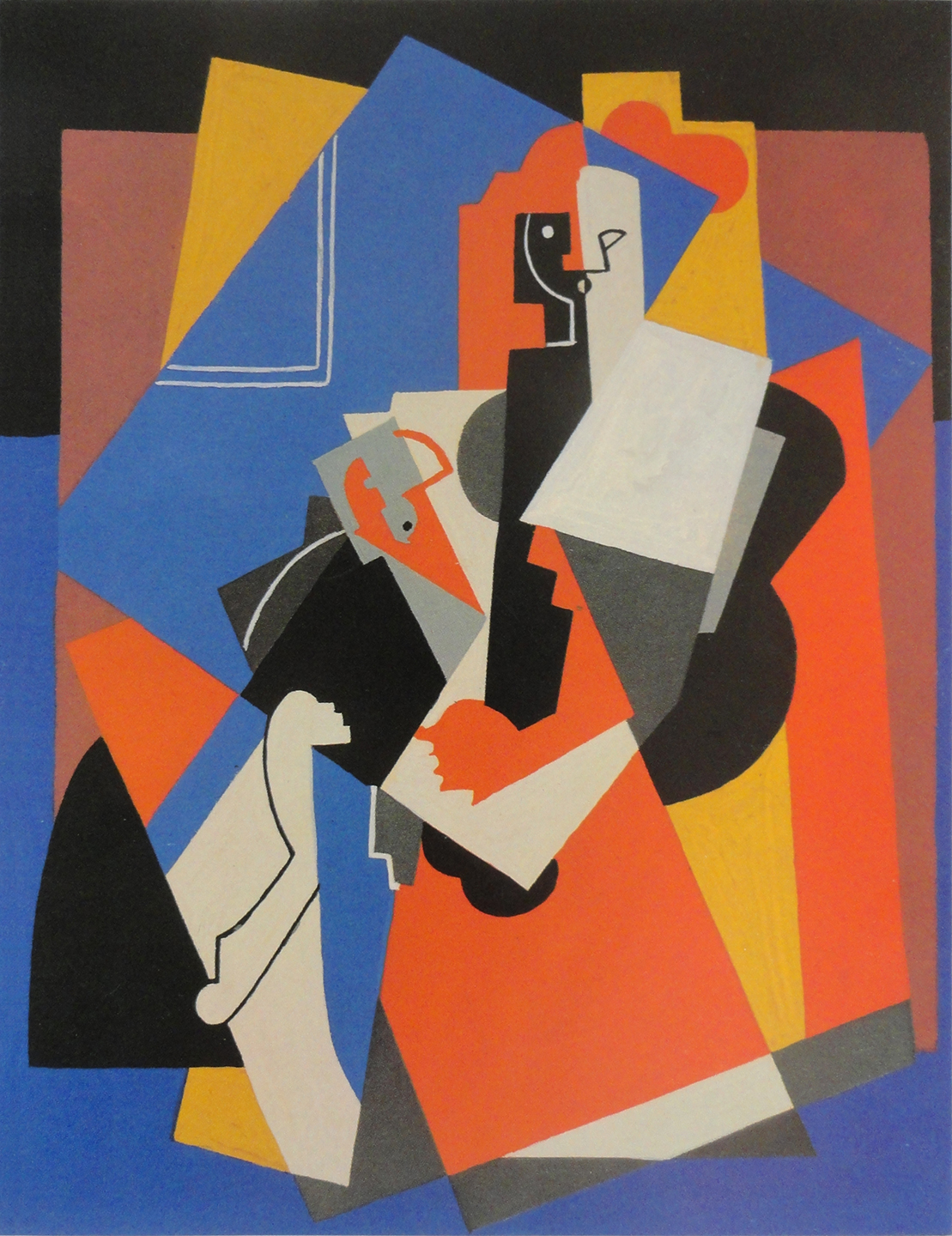
Albert Gleizes, Femme et enfant (Dona i nen), Der Sturm, 5 d'octubre de 1921
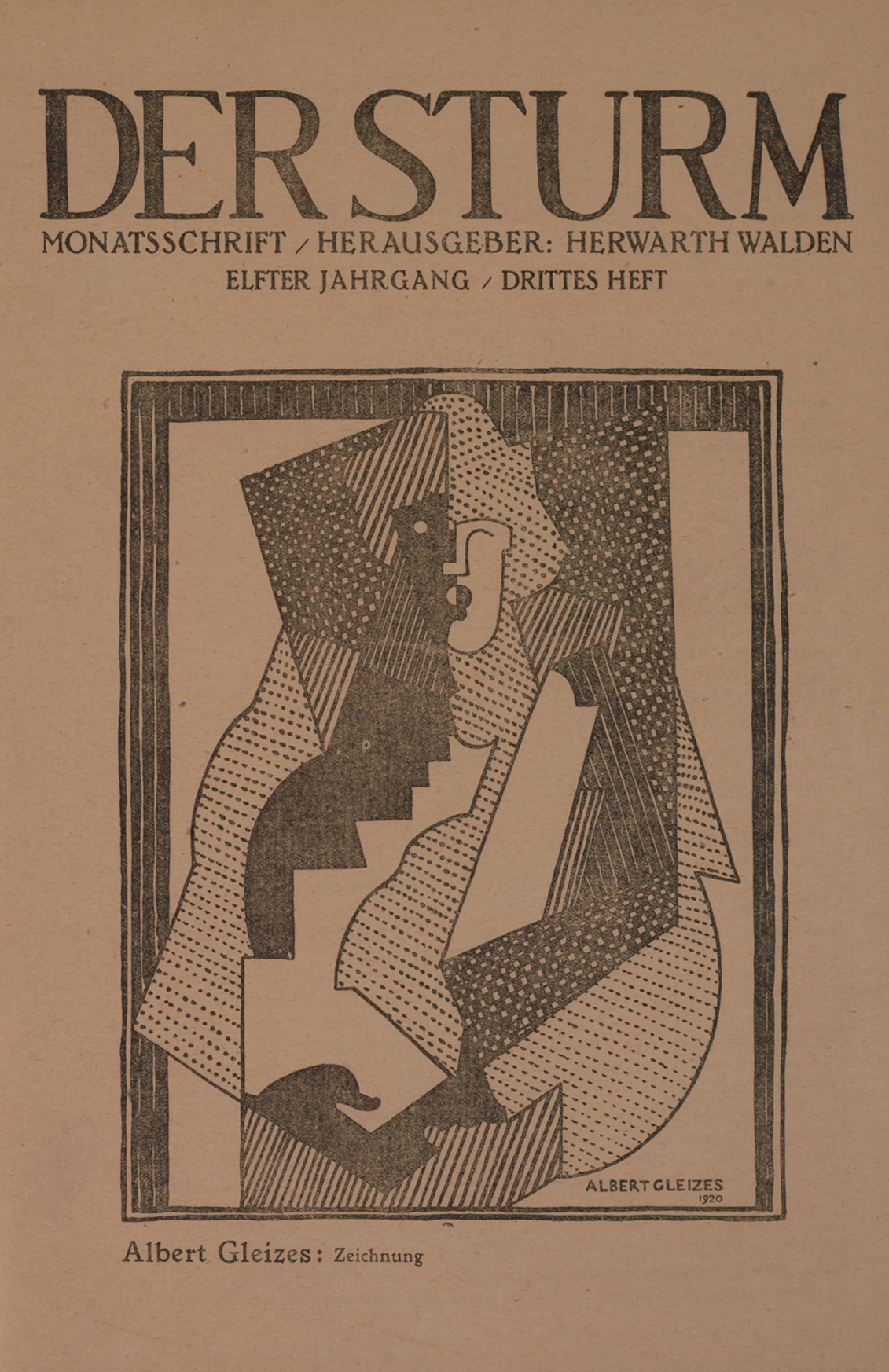
Albert Gleizes, zeichnung, publicat a la portada de Der Sturm, 5 de juny de 1920.
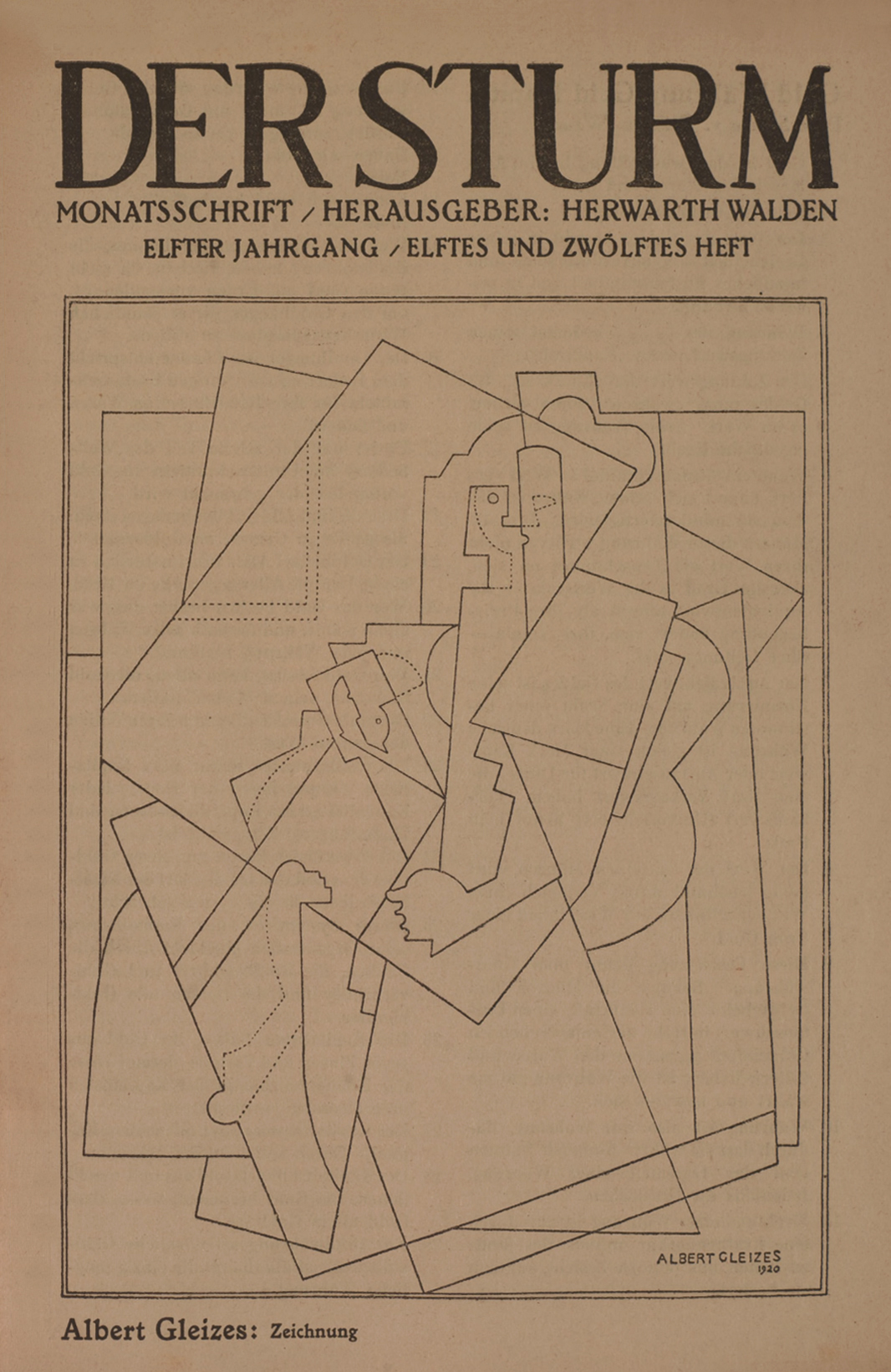
Albert Gleizes, zeichnung, publicat a la portada de Der Sturm, 5 de juny de 1920.
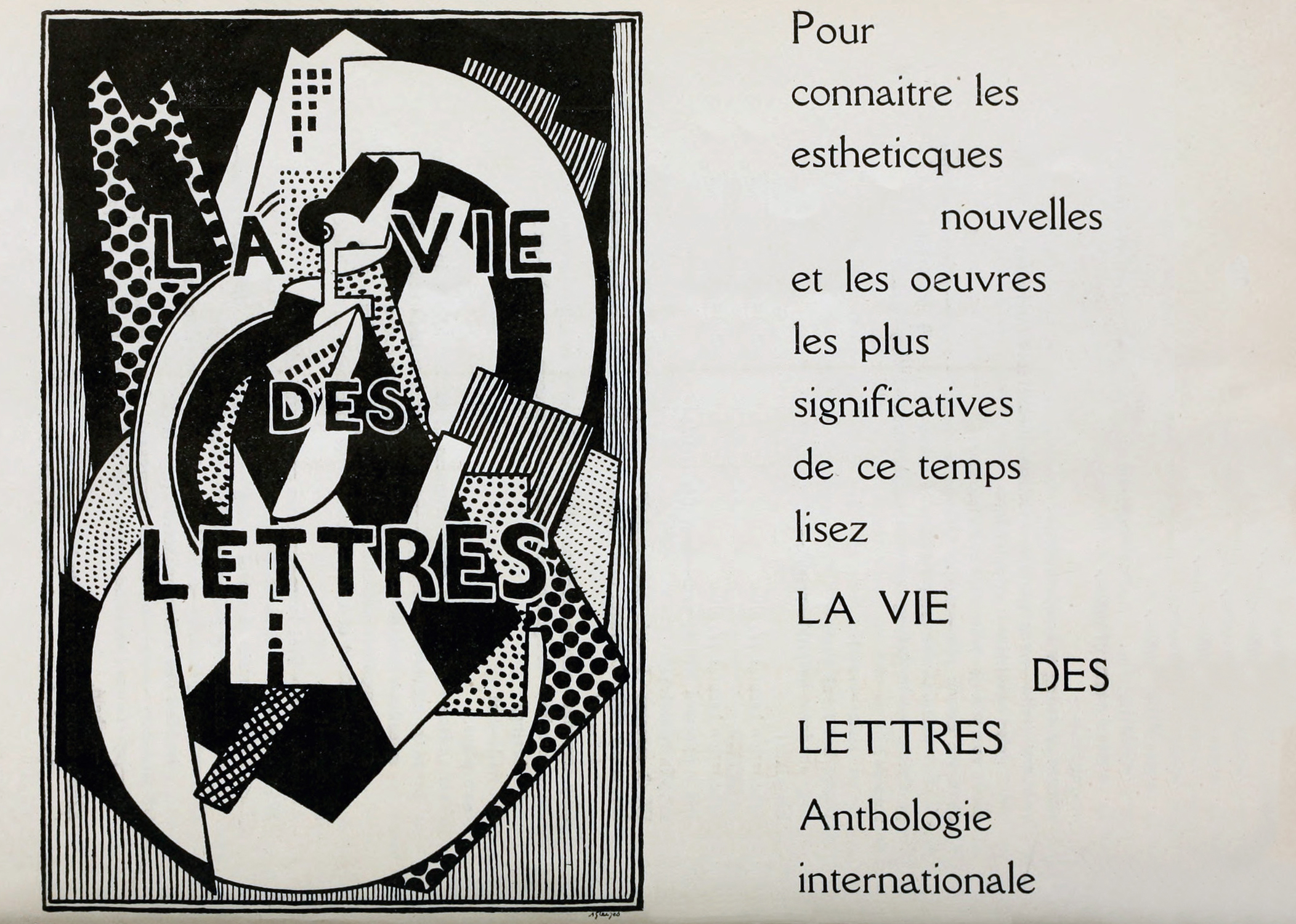
Albert Gleizes, c.1920, L'homme dans les maisons, il·lustració de portada de La Vie des Lettres et des Arts, Jacques Povolozky & Cie, París, 1920.
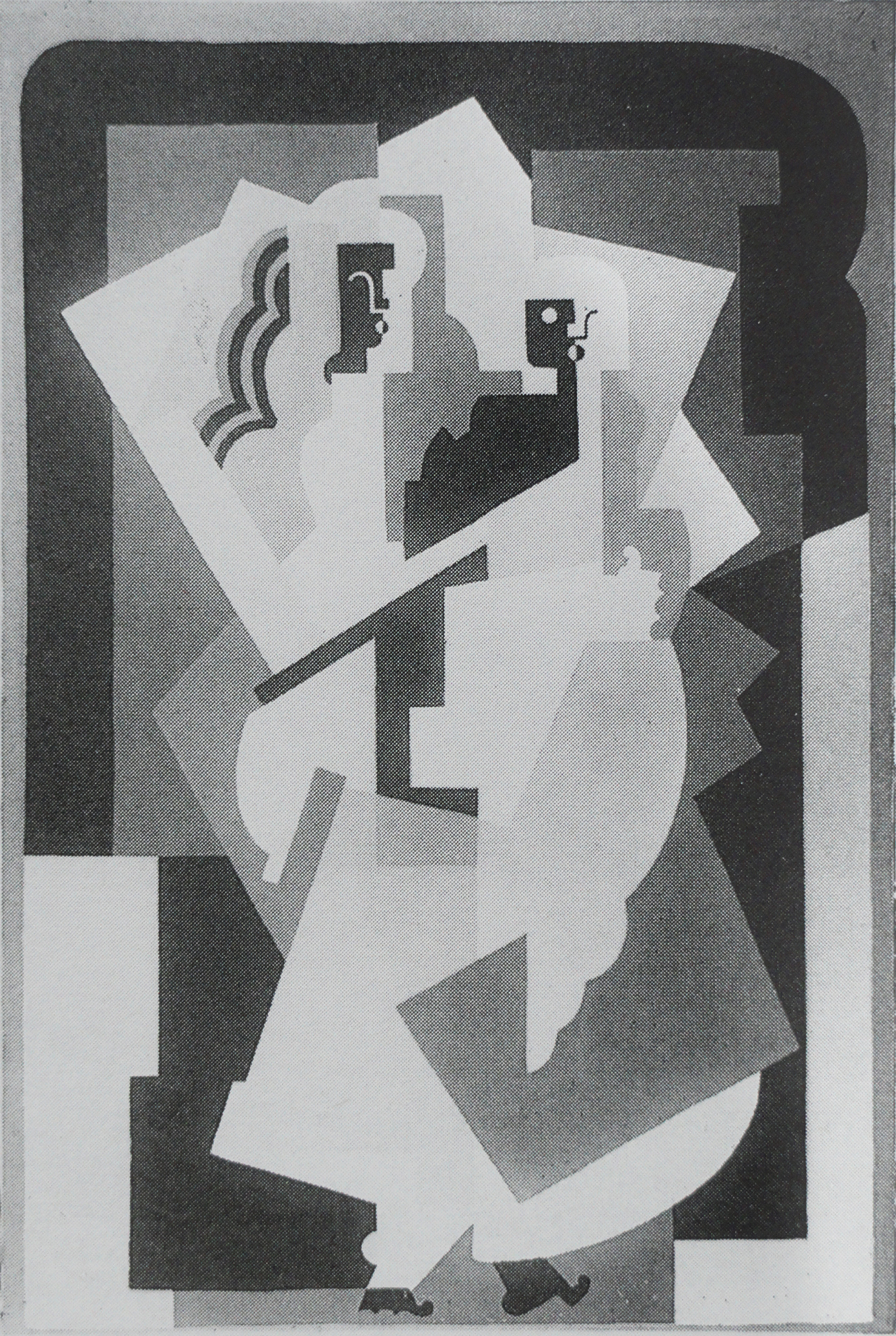
Albert Gleizes, 1920, Femme portant un enfant (Dona portant un nen), Exposició Internacional d'Art Modern, Ginebra, 26 de desembre de 1920 - 25 de gener de 1921, núm. 185 (reproducció fotogràfica en blanc i negre). Mides i parador desconeguts. gat. rais. no. 918, pàg. 316, 317
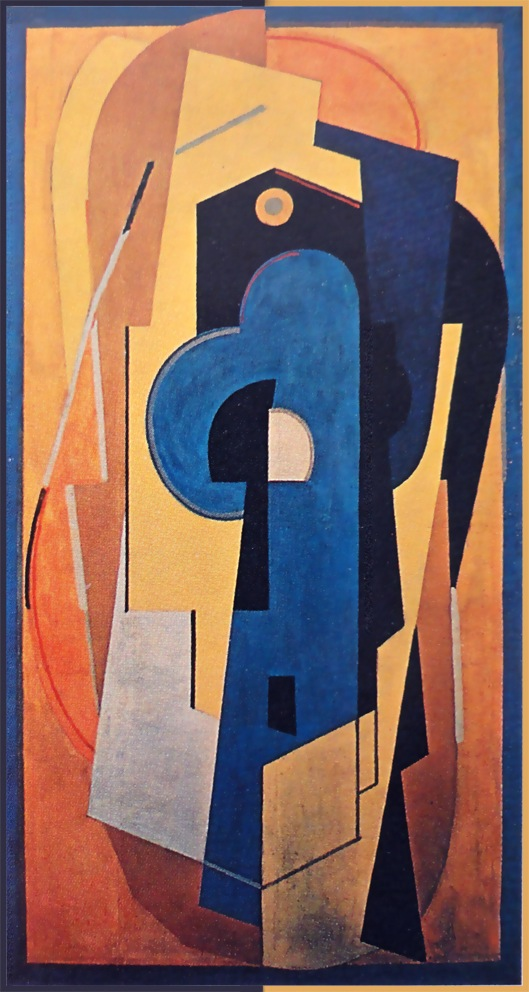
Albert Gleizes, 1921, Composition bleu et jaune (Composition jaune) , oli sobre tela, 200,5 x 110 cm.
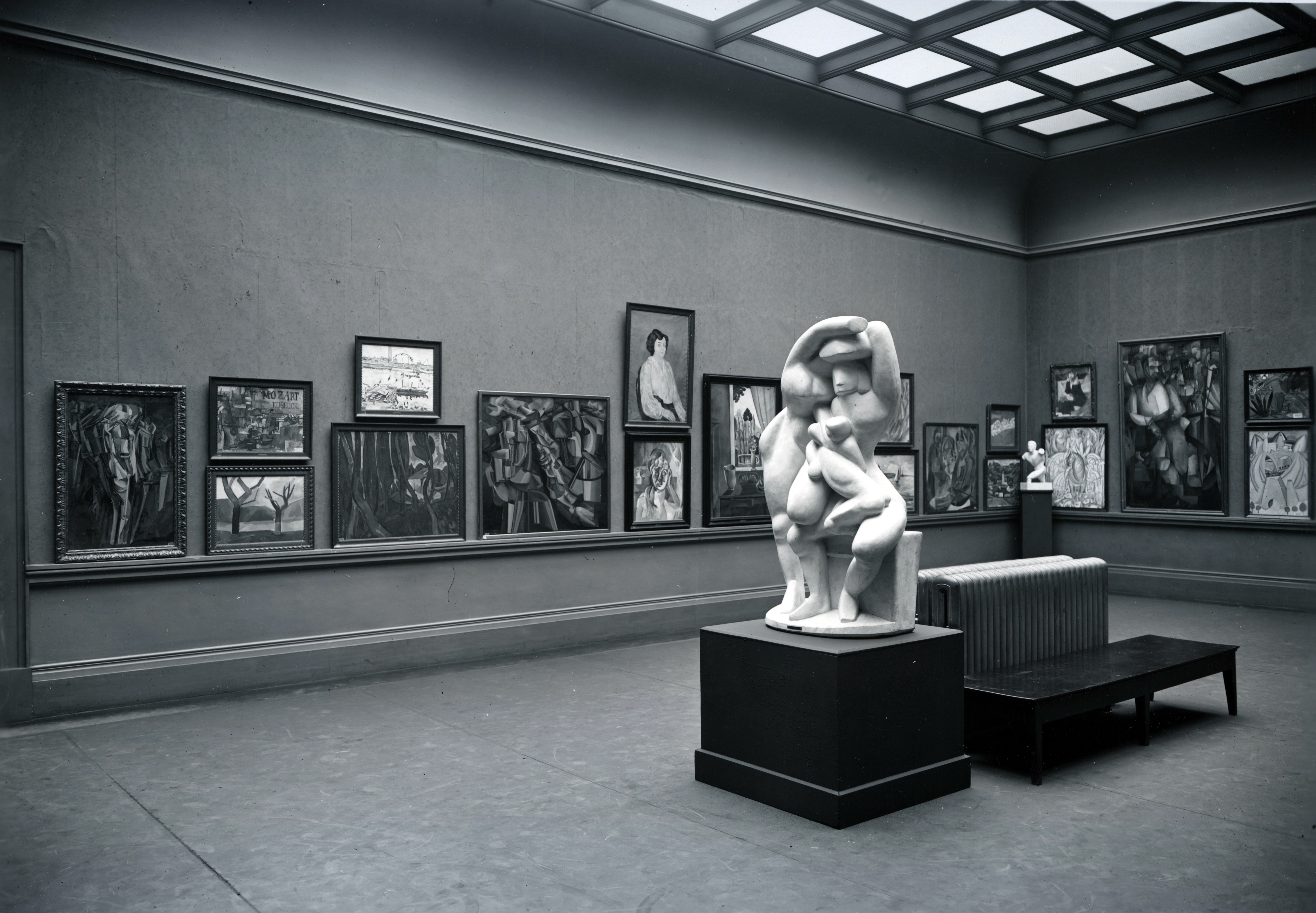
Armory Show, Exposició Internacional d'Art Modern, Chicago, 1913. The Cubist room, Gallery 53 (vista nord-est), Art Institute of Chicago, 24 de març al 16 d'abril de 1913. L'homme au balcon de Gleizes s'exposa a la dreta.